# 대한민국 상법 제300조
대한민국 상법 제300조는 법원의 변경처분에 대한 상법 회사법의 조문이다.

## 조문
제300조 (법원의 변경처분) ① 법원은 검사인 또는 공증인의 조사보고서 또는 감정인의 감정결과와 발기인의 설명서를 심사하여 제290조의 규정에 의한 사항을 부당하다고 인정한 때에는 이를 변경하여 각 발기인에게 통고할 수 있다.  <개정 1998.12.28.>
②제1항의 변경에 불복하는 발기인은 그 주식의 인수를 취소할 수 있다. 이 경우에는 정관을 변경하여 설립에 관한 절차를 속행할 수 있다.  <개정 1998.12.28.>
③법원의 통고가 있은 후 2주내에 주식의 인수를 취소한 발기인이 없는 때에는 정관은 통고에 따라서 변경된 것으로 본다.  <개정 1998.12.28.>

第300條 (法院의 變更處分) ① 法院은 檢査人 또는 公證人의 調査報告書 또는 鑑定人의 鑑定結果와 發起人의 說明書를 審査하여 第290條의 規定에 依한 事項을 不當하다고 認定한 때에는 이를 變更하여 各 發起人에게 通告할 수 있다.
②第1項의 變更에 不服하는 發起人은 그 株式의 引受를 取消할 수 있다. 이 境遇에는 定款을 變更하여 設立에 關한 節次를 續行할 수 있다.
③法院의 通告가 있은 後 2週내에 株式의 引受를 取消한 發起人이 없는 때에는 定款은 通告에 따라서 變更된 것으로 본다.